# アイオータパ (アンティオコス3世の妻)
アイオータパ（Iotapa、紀元前20年頃 - ?）は、ミトリダテス3世の娘。彼女は王で兄弟のアンティオコス3世と結婚した後、コンマゲネの王妃として君臨した。

## 生涯
彼女はミトリダテス3世とアイオータパの娘であり、アルメニアとギリシアとメディア王国の血を引いていた。
彼女は兄弟のアンティオコス3世と結婚した。兄弟との結婚を通して、彼女は王子アンティオコス4世と王女ユリア・アイオータパという2人の子供を産んだ。
アンティオコス3世は起源17年に死去するが、彼の死は王国に不安を引き起こした。
ティベリウスは、コンマゲネをローマのシリア属州の一部とすることを決定した。 ティベリウスが下した決定は、多くのコンマゲネ市民によって歓迎されたが、一部の人々、特に王族はこの結果に不満を抱いていた。 コンマゲネ併合後のアイオータパの行方は不明である。 彼女の子供たちはローマで育った後、 紀元38年に、ローマ皇帝カリグラによって再度王に任命された。